# Otto Fahr
Otto Fahr (19 agosto 1892 – 28 febbraio 1969) è stato un nuotatore tedesco.

## Palmarès

### Olimpiadi
- Argento a Stoccolma 1912 nei 100 metri dorso.